# Universidad Católica Argentina
Universidad Católica Argentina (UCA), oficialmente Pontificia Universidad Católica Argentina Santa María de los Buenos Aires, es una universidad privada confesional, cuya sede principal se encuentra ubicada en el Barrio de Puerto Madero, Ciudad Autónoma de Buenos Aires.

## Historia

### Antecedentes
Originalmente existió una primera Universidad Católica con una Facultad de Derecho que no pudo continuar existiendo porque nunca obtuvo la validez de sus títulos en la Argentina; la misma existió desde 1910 hasta 1922 bajo el nombre de Universidad Católica de Buenos Aires.

#### Cursos de Cultura Católica
En 1922, fueron creados los Cursos de Cultura Católica (C.C.C.) (luego denominado Instituto Católico de Cultura de Buenos Aires) que ofrecía una formación universitaria católica, paralelamente a las universidades oficiales. Los Cursos de Cultura Católica tuvieron una escuela de Filosofía, otra de Economía y posteriormente una de Artes, además de publicaciones académicas periódicas y libros editados. Dichos cursos sirvieron como antecesores para la fundación de la Universidad Católica Argentina.
Estos cursos creados para universitarios, representantes del pensamiento nacional, católico y antiliberal del clero del país, de cuya plantilla de profesores formaron parte Atilio Dell'Oro Maini, Luis María Etcheverry Boneo, Octavio Nicolás Derisi, Guillermo Bolatti, Tomás Juan Carlos Solari, Zacarías de Vizcarra, Gustavo Juan Franceschi, Pablo Antonio Ramella, Manuel Moyano, entre otros.
La primera comisión directiva la integraron, junto a Tomás Darío Casares, su creador, director y uno de los principales difusores del tomismo en Argentina, César Pico, Octavio Sergio Pico, Faustino Legón, Eduardo Saubidet, Juan Bordieu y Uriel O´Farell. Y su sede fue en una amplia casona de la calle Reconquista de la ciudad de Buenos Aires.
Los C.C.C también publicaron obras de distinto tipo como fue el caso de varias obras de opinión Hugo Wast.
Pasaron por los Cursos de Cultura Católica personalidades destacadas como Jorge Néstor Salimei, Juan Carlos Onganía, Juan Carlos Goyeneche, Nimio de Anquín, Francisco Luis Bernárdez, Marcelo Sánchez Sorondo, Leopoldo Marechal.

#### Libertad para crear universidades privadas
La abolición del monopolio estatal sobre la educación universitaria era una aspiración histórica principalmente de la Iglesia católica, institución que había fundado las primeras universidades del país, luego expropiadas. Un antecedente claro en este respecto es José Manuel Estrada.
Hacia mediados del siglo XX, por iniciativa del ministro de Educación demócrata cristiano Atilio Dell'Oro Maini del gobierno de facto de Aramburu, se sancionó el 23 de diciembre de 1955 el decreto-ley 6403, que permitió la creación de universidades privadas con capacidad para entregar títulos y diplomas académicos consagrando la autonomía universitaria. Gracias a estas gestiones, el 8 de junio de 1956 fue creada la Universidad Católica de Córdoba entre otras instituciones educativas superiores privadas.
Pero durante el gobierno del presidente Arturo Frondizi, en 1958, hubo un movimiento laicista creado a partir de la sanción de dos grandes leyes durante su gobierno: la aprobación del Estatuto del Docente y la que habilitó a las universidades privadas a emitir títulos profesionales. Fue sin dudas esta última la que motivó una gran protesta estudiantil conocida como "Laica o libre". Finalmente, el sector de radicales frondicistas, demócratacristianos, nacionalistas católicos y aliados liderado por el presidente Frondizi logró consagrar la aprobación de esta reforma, que permitió otorgar personería jurídica a nuevas universidades.

### Fundación
La fundación de la Universidad Católica Argentina tuvo lugar 7 de marzo de 1958 mediante la emisión de una declaración colectiva del Episcopado, que también promulgó sus primeros estatutos en forma experimental. El 8 de marzo de 1958 el presidente de la Comisión Permanente del Episcopado Argentino, cardenal Antonio Caggiano, designó por decreto como rector a Octavio Derisi y a los integrantes del Consejo Superior y a los decanos de las Facultades de Derecho y Ciencias Sociales, Ciencias Económicas y Filosofía. El 14 de marzo de dicho año se reunió por primera vez el Consejo Superior, presidido por el rector e integrado por los consejeros Ángel J. Battistessa, Guillermo Blanco, Mariano Castex, Atilio Dell'Oro Maini, Agustín de Durañona y Vedia, Luis María Etcheverry Boneo, Alberto Ginastera, Faustino Legón, Emiliano J.Mac.Donagh, Francisco Valsecchi, Amancio Williams y Ricardo Zorraquín Becú.

#### Inauguración y reconocimiento civil
El acto de inauguración tuvo lugar el 6 de mayo de 1958 y el 25 de julio fue nombrado el Consejo de Administración de la Universidad. El 23 de septiembre de 1959 se le concedió personería jurídica a través del Decreto N.º 11.911 del Poder Ejecutivo Nacional, que aprobó civilmente sus estatutos. El 30 de octubre de 1959, el Ministro de Educación y Justicia visitó la Universidad Católica Argentina para realizar una inspección para comprobar si la institución se ajustaba a las exigencias de la Ley 14.557 y de sus reglamentaciones. Finalmente, el 2 de noviembre el ministro Mac Kay firmó el Decreto N.º 14.397 por el cual se reconoció oficialmente a la Universidad Católica Argentina.

#### Reconocimiento por la Santa Sede
El 16 de julio de 1960 la Sagrada Congregación de Seminarios y Universidades emitió el decreto en razón del cual se «constituyó, erigió y declaró erigida a perpetuidad a la Universidad Católica llamada Santa María de los Buenos Aires, existente en la metrópoli bonaerense, honrándola con el título de Pontificia». En el mismo acto, la Santa Sede nombró como gran canciller de la UCA a quien ejerza el cargo de arzobispo diocesano de Buenos Aires. En razón de ello, la Universidad Católica Argentina es la única universidad católica del país que ostenta el título de pontificia.

### Primeros años
La primera sede de la UCA estuvo emplazada en el edificio de la antigua Nunciatura Apostólica de la calle Riobamba 1227 de la ciudad de Buenos Aires, el cual era de propiedad de la Santa Sede y había alojado anteriormente al Instituto Argentino de Cultura Católica. Allí comenzaron las actividades académicas con un número cercano a los 600 alumnos distribuidos en tres facultades: la de Ciencias Sociales y Económicas, la de Derecho y Ciencias Políticas y la de Filosofía.
Para aquel entonces la Universidad contaba también con cinco institutos destinados a la investigación y la docencia superior de determinadas disciplinas, sirviendo como antecesores para la fundación de nuevas facultades. Dichos Institutos eran los de Lingüística y Estudios Literarios (que posteriormente daría origen a la Facultad de Letras, antecesora de la actual Facultad de Filosofía y Letras), Música (que luego se convertiría en la actual Facultad de Artes y Ciencias Musicales), Ciencias Fisicomatemáticas e Ingeniería (que adquirió el rango de Facultad que actualmente conserva), de Ciencias Naturales (antecesora de la Facultad de Ciencias Médicas) y de Teología (actualmente Facultad de Teología). Además, contaba con dos órganos auxiliares complementarios: el Instituto de Cultura y Extensión Universitaria y el Departamento de Biblioteca y Publicaciones.

## Gobierno
| Rector | Nombre                           | Período         |
| ------ | -------------------------------- | --------------- |
| 1º     | Mons. Dr. Octavio Nicolás Derisi | 1958-1980       |
| 2º     | Mons. Dr. Guillermo Blanco       | 1980-1994       |
| 3º     | Pbro. Dr. Domingo Basso OP       | 1994-1999       |
| 4º     | Mons. Dr. Alfredo Zecca          | 1999-2009       |
| 5º     | Mons. Dr. Víctor M. Fernández    | 2009-2018       |
| 6º     | Dr. Miguel Ángel Schiavone       | 2018-actualidad |

La Universidad Católica Argentina está gobernada por un rector y un Consejo Superior, y cuenta con tres vicerrectores y una secretaría académica. Además cuenta con un Consejo de Administración y cada Facultad está dirigida por un decano, que puede estar asistido por un vicedecano, y un Consejo Directivo.
El rector de la Universidad es el Dr. Miguel Ángel Schiavone. El gran canciller es Jorge Ignacio Cardenal García Cuerva, quién reemplazó a Mario Aurelio Cardenal Poli tras su renuncia en 2023 como Arzobispo de Buenos Aires.

## Facultades e Institutos

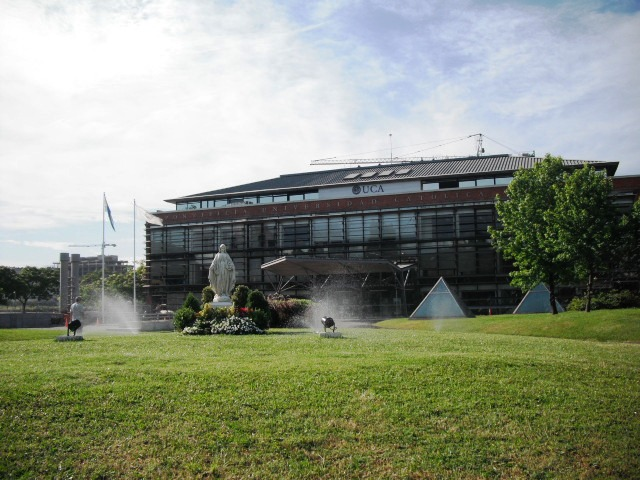
Edificio Santa María del Campus de Puerto Madero de la Universidad Católica Argentina

### Buenos Aires
- Facultad de Ciencias Económicas

(Decano:Carlos Newland)
- Facultad de Derecho

(Decano: Pablo Garat)
- Facultad de Ciencias Médicas

(Decano: Hernán Augusto Seoane)
- Facultad de Ciencias Sociales

(Decana: Liliana Pantano)
- Facultad de Artes y Ciencias Musicales

(Decano: Eduardo Pugliese)
- Facultad de Ingeniería y Ciencias Agrarias

(Decana: Norma Cristina Ciatti)
- Facultad de Filosofía y Letras

(Decano: Olga Larre)
- Facultad de Psicología y Psicopedagogía

(Decana: María Inés García Ripa)
- Facultad de Teología

(Decano: Carlos Galli)
- Facultad de Derecho Canónico

(Decano: Mauricio Landra)
- Instituto de Cultura Universitaria

(Director: Ricardo Albelda)
- Instituto de Acción Pastoral

(Director: Juan De la Torre)
- Compromiso Social y Extensión

(Coordinador: Juan Cruz Hermida)
- Instituto de Investigaciones de la Facultad de Ciencias Sociales (IICS)

(Directora: Roxana Flammini)
- Instituto para el Matrimonio y la Familia

(Presidente: Alberto G. Bochatey O.S.A)
- Instituto para la Integración del Saber

(Coordinador: Horacio García Bossio)
- Centro de Estudios de Historia del Antiguo Oriente

(Director: Juan Manuel Tebes)

### Santa Fe (Rosario)
- Facultad de Derecho y Ciencias Sociales del Rosario
- Facultad de Ciencias Económicas del Rosario
- Facultad de Química e Ingeniería del Rosario
- Facultad de Ciencias de la Salud del Rosario

### Mendoza (Mendoza)
- Facultad de Humanidades y Ciencias Económicas

(Decano: Miguel Ángel Mallar)

### Entre Ríos (Paraná)
- Facultad Teresa de Ávila

(Decano: Martín Acevedo Miño)

### Buenos Aires (Pergamino)
- Centro Regional Pergamino

## Publicaciones principales
- Antiguo Oriente
- Colección
- Bridging Cultures
- Cultura Económica
- Damqatum
- De Rebus Antiquis
- Ensayos de Política Económica
- Estudios de Historia de España
- Forum
- Monografías sobre el Antiguo Cercano Oriente
- Prudentia Iuris
- Res Gesta
- Revista de Psicología
- Revista del Instituto de Investigación Musicológica "Carlos Vega"
- Sapientia
- Stylos
- Tábano
- Tecnología y Sociedad
- Temas de Historia Argentina y Americana
- Teología
- Vida y Ética

## Bibliotecas
El Sistema de Bibliotecas de la universidad está integrado por seis bibliotecas: la principal es la Biblioteca Central San Benito Abad (del campus Puerto Madero, en la ciudad de Buenos Aires), y las bibliotecas de las diferentes sedes: Biblioteca de Teología (de la Facultad de Teología); Biblioteca Central Rosario (en sede Rosario, provincia de Santa Fe); Biblioteca Central Paraná (en la sede de Paraná, provincia de Entre Ríos); Biblioteca Central Mendoza (sede Mendoza, provincia de Mendoza); y la biblioteca de Derecho canónico. Esta última funciona también en el campus de Puerto Madero, en el mismo edificio de la Biblioteca Central, pero no se integró como el resto de las bibliotecas departamentales, las cuales antes funcionaban por separado y dieron origen a la Biblioteca Central San Benito Abad en 2002 al trasladarse al campus de Puerto Madero.

### Colecciones
Integran el fondo documental de la universidad colecciones de libros y revistas tanto impresos como digitales. Las colecciones impresas de libros incluyen más de 410 000 ejemplares, que constantemente se incrementan gracias a las compras, canjes y donaciones. Las revistas en papel suman poco más de 7300 títulos.

#### Colecciones destacadas
El Sistema de Bibliotecas alberga colecciones como las de Oreste Popescu que fue la colección personal del autor con aproximadamente 3000 volúmenes sobre Historia de la Economía y del Pensamiento Económico Latinoamericano; Ángel Battistessa que se trata de la colección personal del autor con 8500 volúmenes referentes a sus temas de estudio, incluye también manuscritos de sus traducciones, documentos personales y fotografías; Vicente Sierra con 3000 ejemplares de libros y revistas sobre Historiografía e Historia Argentina y Americana; Francisco Novoa acervo que cuenta con 5700 títulos, en su mayoría sobre Lengua y Literatura griega y latina; Miguel Ángel De Marco donó 4500 volúmenes relacionados con sus temas de estudio como la Historia Argentina y Americana); Carmen Balzer fondo con cerca de 4000 volúmenes dedicados a la filosofía e historia de las religiones, estética, literatura alemana y francesa; Jorge Biturro conformó una colección especializada con 5000 volúmenes sobre filosofía tomista, y ediciones de autores como Duns Scoto, Christian Wolff, Alexander Baumgarten y Martin Heidegger); Lucio Gera legó 2000 volúmenes que incluyen, entre otras, una edición facsimilar de la Carta de Pedro que San Pablo VI le regaló personalmente cuando era miembro de la Comisión Teológica Internacional y ediciones en alemán de Romano Guardini o de Viktor Frankl.
Se destacan, además, la colección de música en la Biblioteca Central San Benito Abad con obras completas de compositores, una sección de facsímiles y una colección de partituras de música del siglo XX y el Fondo de Música Argentina Académica. Es notable el fondo antiguo de la Biblioteca de la Facultad de Teología que incluye la colección de la biblioteca del Seminario Metropolitano con volúmenes de los siglos XVI, XVII y XVIII.

## Federación y Centros de Estudiantes

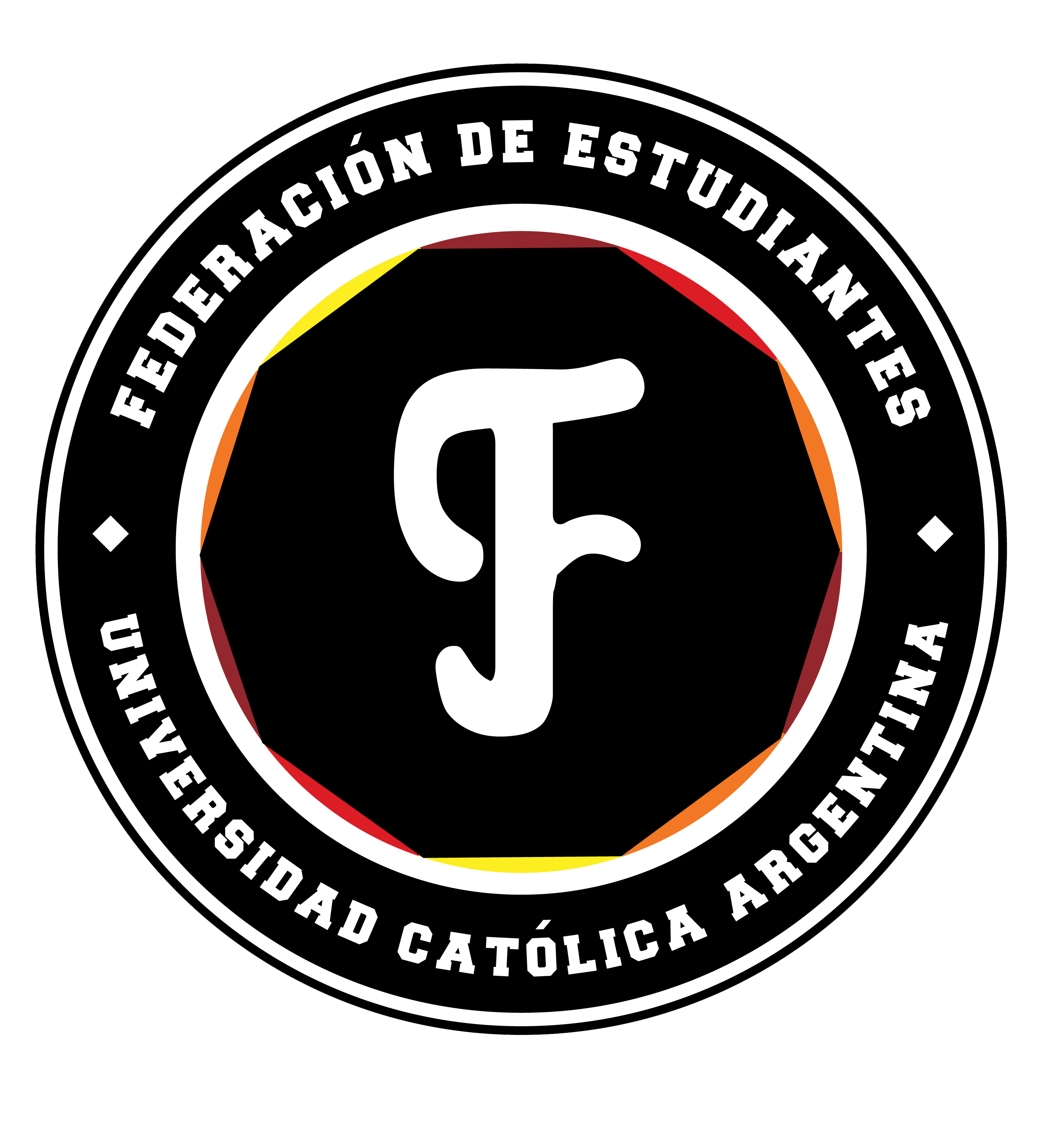
Escudo de la Federación de Estudiantes de la UCA.

La UCA tiene un Centro de Estudiantes por cada una de sus carreras de grado de las distintas Sedes, los cuales se encuentran agremiados, reunidos y representados en la FEUCA.

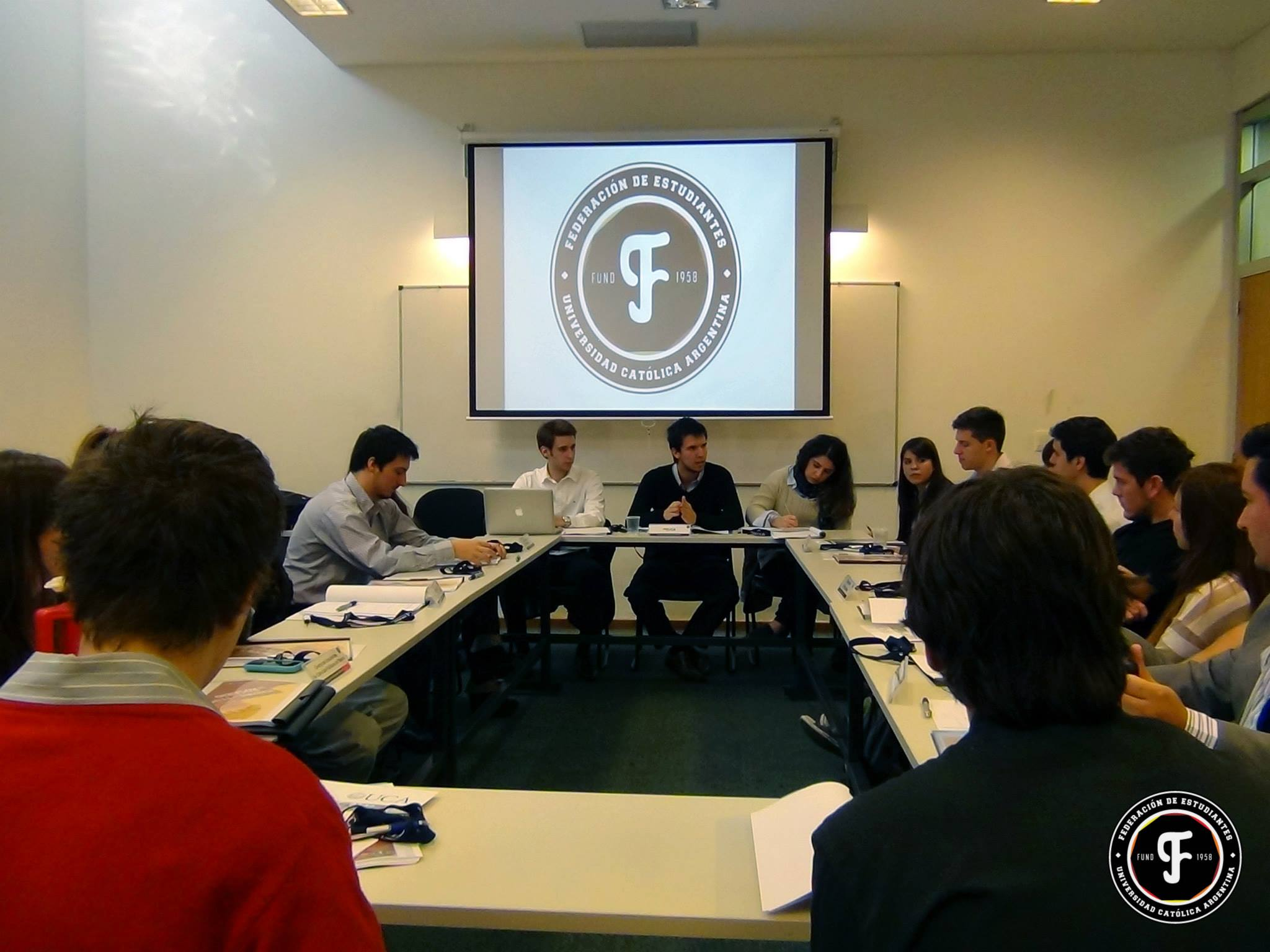
Plenario entre FEUCA y los Centros de Estudiantes del Interior del País en agosto de 2013, Campus de Rosario.

La Federación de Estudiantes de la Universidad Católica Argentina (también conocida como Federación de Estudiantes de la UCA o por su acrónimo FEUCA) es el máximo órgano de representación y reunión de los Centros de Estudiantes de la Universidad Católica Argentina, agremiando a la totalidad de los alumnos de la mencionada Casa de Altos Estudios.
La Comisión Directiva es el órgano de gobierno y administración de la Federación, y está integrado por un presidente, un vicepresidente, un secretario general y un tesorero y por los secretarios y asesores que se encuentran a cargo de las divisiones administrativas de temática específica. Los cargos de presidente, vicepresidente, secretario general y tesorero son electivos, y se renuevan anualmente a través del Consejo de Transición, colegio electoral de FEUCA integrado por los presidentes electos de los Centros de Estudiantes y la Comisión Directiva saliente de la Federación.

### Premios Monseñor Derisi
Los Premios Monseñor Octavio Derisi a la Gestión de los Centros de Estudiantes (nombrados así en honor al rector fundador de la UCA) son los galardones otorgados por la Federación de Estudiantes a los distintos Centros de Estudiantes en forma anual, reconociendo la mejor labor realizada en distintas categorías.

### Olimpíadas InterUCA
Las Olimpíadas InterUCA son un evento deportivo, recreativo y social organizado en forma anual, desde 2005, por la Federación de Estudiantes, el Departamento de Alumnos y el Departamento de Deportes de la Universidad Católica Argentina. Para participar en las actividades puntuables los Centros de Estudiantes de las distintas unidades académicas (Facultades e Institutos) presentan sus equipos representativos que pueden estar integrados por alumnos, docentes, administrativos y/o directivos. La sede para las olimpíadas de 2005 y 2006 fue el Club Gimnasia y Esgrima de Buenos Aires (GEBA) y las ediciones de los años siguientes se realizaron en el Parque Sarmiento hasta 2014, cuando la sede se trasladó al Club Ciudad de Buenos Aires.

## Cultura y compromiso social

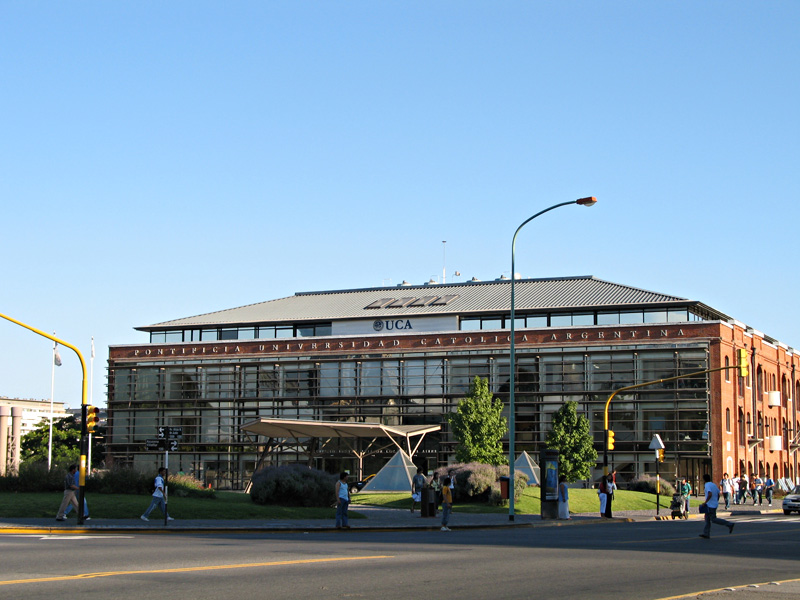
Campus de Buenos Aires.

Todas las sedes de la Pontificia Universidad Católica Argentina realizan actividades de tipo cultural y tres de ellas (Buenos Aires, Rosario y Paraná) poseen un "Centro Cultural" donde se brindan distintos tipos de cursos y talleres (entre ellos teatro, danzas, fotografía, oratoria e idiomas).
Con respecto al Centro Cultural del campus de Buenos Aires, este se encuentra a cargo de la Facultad de Filosofía y Letras. Realiza distintas actividades destinadas no solo a la comunidad universitaria de la UCA sino también para el público en general. Posee una Escuela de Idiomas en la que se dictan clases de alemán, francés, inglés, italiano y portugués.
Asimismo en el edificio Santa María del campus de Puerto Madero, se encuentran la biblioteca y el Pabellón de las Bellas Artes de la Pontificia Universidad Católica Argentina.
La universidad posee una Coordinación de Compromiso Social que desarrolla programas en los barrios más pobres de la ciudad de Buenos Aires, relacionado con el acompañamiento psicopedagógico de niños y adolescentes, asesoramiento jurídico, enseñanza de instrumentos musicales (llegando a conformar una orquesta de adolescentes que ejecuta piezas de Mozart y de Piazzolla), a lo cual se suma una investigación interdisciplinaria que ha recibido varios premios nacionales y extranjeros.

## UCA Internacional
La Dirección de Relaciones Internacionales y Cooperación Académica promueve la internacionalización de todos los componentes de la universidad y procura multiplicar las vinculaciones de la UCA con prestigiosas instituciones del extranjero. Entre ellas se encuentran:

### América
- Canadá: Universidad de Queen, McGill University, Université de Montréal
- EE. UU.: Boston College, SUNY New Paltz, American University, University of Illinois at Urbana-Champaign, University of Washington (Seattle), University of Arizona, University of North Carolina at Chapel Hill, Georgia Institute of Technology, University of Richmond
- México: Universidad Anáhuac, Universidad de las Américas de Puebla, Universidad de Monterrey
- Panamá: Universidad Católica Santa María La Antigua (USMA)
- Colombia: Pontificia Universidad Javeriana, Universidad del Rosario
- Brasil: Universidade de São Paulo (USP), Universidade de Brasília (UnB), PUC-Rio, PUC-SP, PUCRS
- Paraguay: Universidad Católica "Nuestra Señora de la Asunción" (UCA)
- Chile: Pontificia Universidad Católica de Chile (PUC), Pontificia Universidad Católica de Valparaíso (PUCV)
- Uruguay: Universidad Católica del Uruguay, Universidad de la República

### Europa
- España: Universidad Pontificia Comillas, Universidad Carlos III, Universitat de València, Universidad Rey Juan Carlos, Universitat Politècnica de València, Universidade de Santiago de Compostela
- Francia: Institut d'Études Politiques de Paris (Sciences Po Paris), Institut d'Etudes Politiques de Toulouse (Sciences Po Toulouse), Université Paris Dauphine, Université Paris Descartes (Paris V), Université d'Orléans, Université Pierre-Mendès-France - Grenoble II, Université Jean-Moulin Lyon-III, École Supérieure de Commerce de Clermont-Ferrand, École supérieure de commerce (ESC) de Rouen, École Supérieure de Commerce Grenoble, École Supérieure de Commerce Marseille, École Supérieure de Commerce Dijon
- Reino Unido: University of Leeds, University of Birmingham, University College London (UCL)
- Italia: Sapienza - Università di Roma, Università di Torino, Università Cattolica del Sacro Cuore, Pontificia Università Lateranense (PUL), Università degli Studi di Firenze, Università di Pisa, Università degli Studi di Roma 2
- Alemania: Eberhard Karls Universität Tübingen, Universität Mannheim, Technische Universität Darmstadt (TUD), WHU – Otto Beisheim School of Management, Frankfurt School of Finance & Management, Bucerius Law School, Gottfried Wilhelm Leibniz Universität Hannover
- Suiza: Université de Genève
- Países Bajos: Universidad de Tilburg
- Suecia: Lunds Universitet

### Asia
- China: 北京大学 (Běijīng Dàxué)
- Corea del Sur: 서강대학교 (Sogang Taehakkyo)
- Singapur: 新加坡管理大学; Universiti Pengurusan Singapura; சிங்கப்பூர் நிர்வாக ல்கலைக்கழகம்

### Oceanía
- Australia: Macquarie University, Monash University
- Nueva Zelanda: University of Otago; Te Whare Wānanga o Otāgo, Victoria University of Wellington; Te Whare Wānanga o Te Ūpoko o Te Ika a Māui